# Amedeo Chiantoni
Amedeo Chiantoni (Chieti, 24 giugno 1871 – Roma, 15 settembre 1965) è stato un attore italiano.

## Biografia
Nasce in una famiglia di attori ed esordisice con il padre Gaetano Chiantoni, capocomico di una piccola compagnia che rappresentava commedie e drammi popolari. Nel 1897, dopo essere stato secondo attore brillante, Alfredo De Sanctis lo scrittura come amoroso. Si afferma poi con la compagnia Raspantini-Reinach, con Irma Gramatica prima attrice, debuttando nel ruolo di Mikaël Stoudza in Spiritismo di Victorien Sardou e in quello di D'Alema in Resa a discrezione, di Giuseppe Giacosa.
Nel triennio 1906-1909 è primo attore nella Compagnia Calabresi-Severi. Nel triennio 1909-1912 è primo attore della Stabile romana del Teatro Argentina di Roma, diretta da Ettore Paladini. Dalla Quaresima 1912 è capocomico in società con Giuseppe Pagliara, con Luigi Cimara al debutto.
Nel suo repertorio spazia continuamente dal genere storico-romantico al leggero. Si ricorda in particolare la sua interpretazione ne La cena delle beffe di Sem Benelli - autore particolarmente caro a Chiantoni - nel ruolo di Neri Chiaramantesi alla prima del Teatro Argentina di Roma nel 1909.
Tra le interpretazioni di genere storico si ricordano la tragicommedia Orione di Ercole Luigi Morselli, Andrea Del Sarto di Valentino Soldani e Giovine Italia di Domenico Tumiati, mentre, per il genere più popolare, Pietra fra pietre di Hermann Sudermann, La morte in vacanza di Alberto Casella e Vertigine di Gherardo Gherardi.
Fu anche protagonista di una memorabile edizione dell'Amleto di William Shakespeare che il famoso critico Eligio Possenti definì «tormentato e pittoresco» rispetto a quello «angosciato, incisivo e aderente alla realtà» di Ermete Zacconi, a quello «martoriato, incantatore e indimenticabile» di Ruggero Ruggeri, a quello «ammodernato, spoglio e scattante» di Alessandro Moissi, a quello «estenuato, impetuoso ed estetizzante» di Renzo Ricci, a quello «inquieto, agitato e nevropatico» di Memo Benassi.
Solo quattro le interpretazioni nei film ma apprezzate: «Amedeo Chiantoni viene salutato come una vera rivelazione dell’arte cinematografica».
Frequenti le sue partecipazioni alla prosa radiofonica dall'EIAR e della Rai, all'interno della Compagnia di Roma della Radio Italiana.

### Vita privata
Era marito dell'attrice drammatica Alfonsina Pieri, padre dell'attore Renato Chiantoni e fratello dell'attrice Giannina Chiantoni.

## Teatro
elenco parziale:
- Casa paterna, di Hermann Sudermann, Torino, Teatro Carignano, 20 marzo 1897
- Spiritismo di Victorien Sardou, Milano, Teatro Manzoni, 17 aprile 1898
- Casa di bambola, di Henrik Ibsen, Milano, Teatro Manzoni, 25 maggio 1898
- La moglie ideale, di Marco Praga, Bologna, Arena del Sole, 14 luglio 1898
- La rosa azzurra, di Annie Vivanti, Bologna, Arena del Sole, 22 luglio 1898
- Resa a discrezione, di Giuseppe Giacosa, Bologna, Arena del Sole, 30 luglio 1898
- Due coscienze, di Gerolamo Rovetta, Venezia, Teatro Goldoni, 27 marzo 1901
- Il faro spento, di Michele Di Benedetti, Milano, Teatro Filodrammatici, 27 maggio 1905
- Il dramma degli umili, di Almerico Ribera,  Milano, Teatro Filodrammatici, 4 giugno 1905
- La rivincita, di Cesare Pozzi Bellini, Milano, Teatro Manzoni, 16 novembre 1906
- Intermezzo di Arthur Schnitzler, Milano, Teatro Manzoni, 19 novembre 1906
- Pietra fra pietre, di Hermann Sudermann, Milano, Teatro Manzoni, 26 novembre 1906
- Papà Eccellenza, di Gerolamo Rovetta, Milano, Teatro Manzoni, 1 dicembre 1906
- La più debole, di Marcel Prévost, Milano, Teatro Manzoni, 12 dicembre 1906
- Una partita a scacchi, di Giuseppe Giacosa, Milano, Teatro Manzoni, 17 dicembre 1906
- Il passato che torna, di Washington Borg, Milano, Teatro Manzoni, 3 aprile 1907
- Una moglie onesta, di Giannino Antona Traversi, Milano, Teatro Manzoni, 12 aprile 1907
- Il Redentore, di Innocenzo Cappa ed Ernesto re, Milano, Teatro Manzoni, 19 aprile 1907
- Il viandante, di Tomaso Monicelli, Milano, Teatro Manzoni, 24 aprile 1907
- Camere separate, di Pierre Weber, Milano, Teatro Manzoni, 26 aprile 1907
- La vita è un sogno, di Giuseppe Pagliara, Milano, Teatro Manzoni, 2 maggio 1907
- La sorella, di Tristan Bernard, Milano, Teatro Manzoni, 13 maggio 1907
- Bufere, di Sabatino Lopez, Torino, Teatro Alfieri, 17 dicembre 1907
- Tignola, di Sem Benelli, Genova, Teatro Paganini, 10 febbraio 1908
- La raffica, di Henri Bernstein, Milano, Teatro Manzoni, 7 novembre 1908
- A cuore aperto, di Romain Coolus, Milano, Teatro Manzoni, 13 novembre 1908
- L'onomastico di Nicoletta, di Sabatino Lopez, Milano, Teatro Manzoni, 20 novembre 1908
- L’esodo, di Tomaso Monicelli, Milano, Teatro Manzoni, 27 novembre 1908
- I martiri del lavoro, di Giannino Antona Traversi, Milano, Teatro Manzoni, 11 dicembre 1908
- La fiaccola sotto il moggio, di Gabriele D'Annunzio, Roma, Teatro Argentina, marzo 1909
- La maschera di Bruto, di Sem Benelli, Roma, Teatro Argentina, 6 marzo 1909
- Alla vigilia, di Leopold Kampf, Roma, Teatro Argentina, 15 marzo 1909
- La cena delle beffe, di Sem Benelli, Roma, Teatro Argentina, 16 aprile 1909
- Orione di Ercole Luigi Morselli, Roma, Teatro Argentina, 17 marzo 1910
- Re Nasone, di Paolo Costa, Roma, Teatro Argentina, 29 marzo 1910
- Andrea del Sarto, di Valentino Soldani, Roma, Teatro Argentina, 6 aprile 1910
- L’amore dei tre re, di Sem Benelli, Roma, Teatro Argentina, 16 aprile 1910
- Giovine Italia, di Domenico Tumiati, Milano, Teatro Dal Verme, 13 giugno 1910
- Campomorto, di Tioli e Salvadori, Roma, Teatro Argentina, 18 febbraio 1911
- Il Mantellaccio, di Sem Benelli, Roma, Teatro Argentina, 31 marzo 1911
- Suor Speranza, di Guelfo Civinini, Roma, Teatro Argentina, 10 aprile 1911
- Fiamma, di Giannino Antona Traversi e Francesco Pastonchi, Roma, Teatro Argentina, 27 maggio 1911
- Taifun, di Melchior Lengyel, Genova, Teatro Regina Margherita, 9 aprile 1912
- Il ladro, di Henri Bernstein, Milano, Teatro Olimpia, 31 agosto 1912
- Anima allegra, di Serafin e Joaquin Álvarez Quintero, Milano, Teatro Olimpia, 1 settembre 1912
- Il cuore dispone, di Francis de Croisset, Milano, Teatro Olimpia, 9 settembre 1912
- L'idolo, di Hermann Sudermann, Milano, Teatro Olimpia, 13 settembre 1912
- Le fatiche d’Ercole, Serafin e Joaquin Álvarez Quintero, Milano, Teatro Olimpia, 19 settembre 1912
- Susetta, di Eugène Brieux, Milano, Teatro Olimpia, 27 settembre 1912
- Il re burlone, di Gerolamo Rovetta, Milano, Teatro Olimpia, 15 febbraio 1913
- Scrupoli, di Piero Vertua, Milano, Teatro Olimpia, 19 febbraio 1913
- Intorno al lume, di Tomaso Monicelli, Milano, Teatro Olimpia, 6 marzo 1913
- Giovanni Frangipani, di Umberto Bonmartini, Milano, Teatro Olimpia, 12 marzo 1913
- Una sera, di Maurice Sergine, Milano, Teatro Olimpia, 18 marzo 1913
- Il debito, di E. A. Berta, Torino, Teatro Alfieri, 25 aprile 1913
- Fuochi di San Giovanni, di Hermann Sudermann, Milano, Kursaal Diana, 12 maggio 1913
- L'idea di Francesca, di Paul Gavault, Milano, Kursaal Diana, 19 maggio 1913
- Il cavaliere mascherato, di Paul Armont e Jean Manoussi, Milano, Teatro Olimpia, 3 ottobre 1913
- L'onore delle armi, di Maurice Hennequin, Milano, Teatro Olimpia, 8 ottobre 1913
- Il punto nero, di Gustav Kadelburg e Rudolf Presber, Milano, Teatro Olimpia, 13 ottobre 1913
- La via del commercio, di Pierre Decourcelle e André Maurel, Milano, Teatro Olimpia, 22 ottobre 1913
- L'amante del cuore, di Sandro Camasio e Nino Berrini, Torino, Teatro Carignano, 27 aprile 1914
- Mister Wu, di Harry M. Vernon e Harold Owen, Milano, Teatro Manzoni, 9 dicembre 1916
- Mistico, di Giacomo Rusinol, Milano, Teatro Manzoni, 18 dicembre 1916
- Tony, di Bernardini, Milano, Teatro Olimpia, 21 novembre 1917
- I giocatori, di Oreste Poggio, Torino, Teatro Carignano, 12 maggio 1919
- Otello, di William Shakespeare, Milano, Teatro Manzoni, 11 novembre 1920
- Re Lear, di William Shakespeare, Milano, Teatro Manzoni, 19 novembre 1920
- Amleto, di William Shakespeare, Milano, Teatro Lirico, 8 novembre 1921
- Michelangelo, di Augusto Jandolo, Milano, Teatro Lirico, 15 novembre 1921
- Vertigine, di Gherardo Gherardi, Torino, Teatro Carignano, 15 marzo 1923
- Nerone, di Giuseppe Bonaspetti, Parma, 24 ottobre 1923
- La morte in vacanza, di Alberto Casella, Milano, Teatro Filodrammatici, 1 febbraio 1924
- Mio padre aveva ragione, di Sacha Guitry, Milano, Teatro Filodrammatici, 25 febbraio 1924
- Il professor Klenow, di Karen Bramson, Milano, Teatro Filodrammatici, 29 febbraio 1924
- Napoleone e le donne, di Giovacchino Forzano, Como, Politeama, 26 ottobre 1929
- Il fiore sullo stagno, di Giovanni Cenzato, Firenze, Teatro Verdi, 18 gennaio 1934
- La voce del Sud, di Enrico Roma, Venezia, 20 febbraio 1934

## Cinema
- Più forte del destino, regia di Attilio Fabbri (1916)
- La pupilla riaccesa, regia di Eugenio Perego (1916)
- Il ciclone, regia di Eugenio Perego (1916)
- Mr. Wu (1920)

## Prosa radiofonica Rai
- Pietra fra pietre, di Hermann Sudermann, regia di Alberto Casella, trasmessa il 1º dicembre 1951.
- Papà Eccellenza, di Gerolamo Rovetta, regia di Pietro Masserano Taricco, 10 agosto 1953.
- Il cavallo di Troia, di Gastone Da Venezia e Ugo Liberatore, regia di Mario Ferrero, 2 aprile 1959.